# Алкимаха
Алкимаха (др.-греч. Ἁλκιμάχη) — имя нескольких персонажей древнегреческой мифологии:
- дочь Эака (в альтернативной версии Филака), жена царя Локриды Оилея, ставшая матерью, по разным данным, Аякса Малого или Медонта[1];
- дочь лемнийца Гарпалиона, менада, упомянутая у Нонна Панополитанского: сопровождала бога виноделия Диониса в походе в Индию и там погибла[2][3];
- эпитет богини Афины[4].